# Кирхберг-бай-Маттигхофен
Кирхберг-бай-Маттигхофен (нем. Kirchberg bei Mattighofen) — коммуна (нем. Gemeinde) в Австрии, в федеральной земле Верхняя Австрия.
Входит в состав округа Браунау-ам-Инн.  Население составляет 1014 человек (на 31 декабря 2005 года). Занимает площадь 15,79 км².

## Политическая ситуация
Бургомистр коммуны — Франц Цеэнтнер по результатам выборов 2003 года.
Совет представителей коммуны (нем. Gemeinderat) состоит из 13 мест.
- АНП занимает 8 мест.
- АПС занимает 3 места.
- другие: 2 места.